# 에디 폰테인
에디 폰테인(Eddie Fontaine, 1927년 3월 6일 ~ 1992년 4월 13일)은 미국계 배우 겸 가수다. 1960년대에서 1970년대까지 텔레비전 배우로서의 활동으로 가장 저명한 인물이다.
에드워드 리어던(Edward Reardon)을 본명으로 매사추세츠주 스프링필드에서 태어난 폰테인은 미 해군에서 복무, 1954년 RCA와 보컬리스트 계약을 체결, 1955년 브루클린 파라마운트 시어터에서 열린 디스크자키 앨런 프리드의 첫 로큰롤 쇼에서 실연했다. 1956년, 제인 맨스필드가 주연한 영화 《더 걸 캔트 헬프 잇》에서 출연했다. 비틀즈도 커버한 1958년 싱글 〈Nothin' Shakin' (But the Leaves on the Trees)〉가 음악 방면에서는 가장 유명하다.
카스트로 치하가 되기 전의 쿠바의 나이트클럽에서 전속 공연을 하다가 1960년대경 캘리포니아주 밴나이즈로 이주했다. 그리고 제2차 세계대전을 소재로 한 시리즈 《더 갤런트 맨》에 더러 노래를 부르는 피트 디앤젤로 역에 발탁되었다. 이후로 시리즈물에서 정규적 일감을 얻지 못했지만 《77 선셋 스트립》, 《바레타》, 《해피 데이즈》, 《더 록포드 파일즈》, 《퀸시》 따위 쇼에서 내빈으로 출연했다.
1984년 폰테인은 청부살인 사건으로 법정에 서서 유죄 판결을 받았다. 경찰 문헌에 따르면, 1983년 폰테인은 한 컨트리 가수에게 접근, RCA와의 음반 계약 및 큰 액수의 돈을 대가로, 당시 양육권을 두고 투쟁하던 별거중인 아내를 살해할 것을 사주했다. 폰테인은 캘리포니아에서 4년간의 징역형을 받았다. 기왕에도 아동 성추행과 중절도로 유죄 판결을 받은 바 있었다. 폰테인은 재판관의 청부살인에 대한 유죄 판결이, 본인의 초기 범행이 영향을 미쳤음을 항소했고, 거기에 승소했다. 1991년, 시리즈 《시스터즈》를 마지막으로 TV 출연했으며, 뉴저지주 로즈웰에서 인후함으로 향년 65세에 사망했다. 아들 브라이언 리어던은 로스앤젤레스에서 세션 기타리스트로 활약중이다.